# Cibunut
Cibunut is een bestuurslaag in het regentschap Majalengka van de provincie West-Java, Indonesië. Cibunut telt 1778 inwoners (volkstelling 2010).